# Tiszta Föld buddhizmus

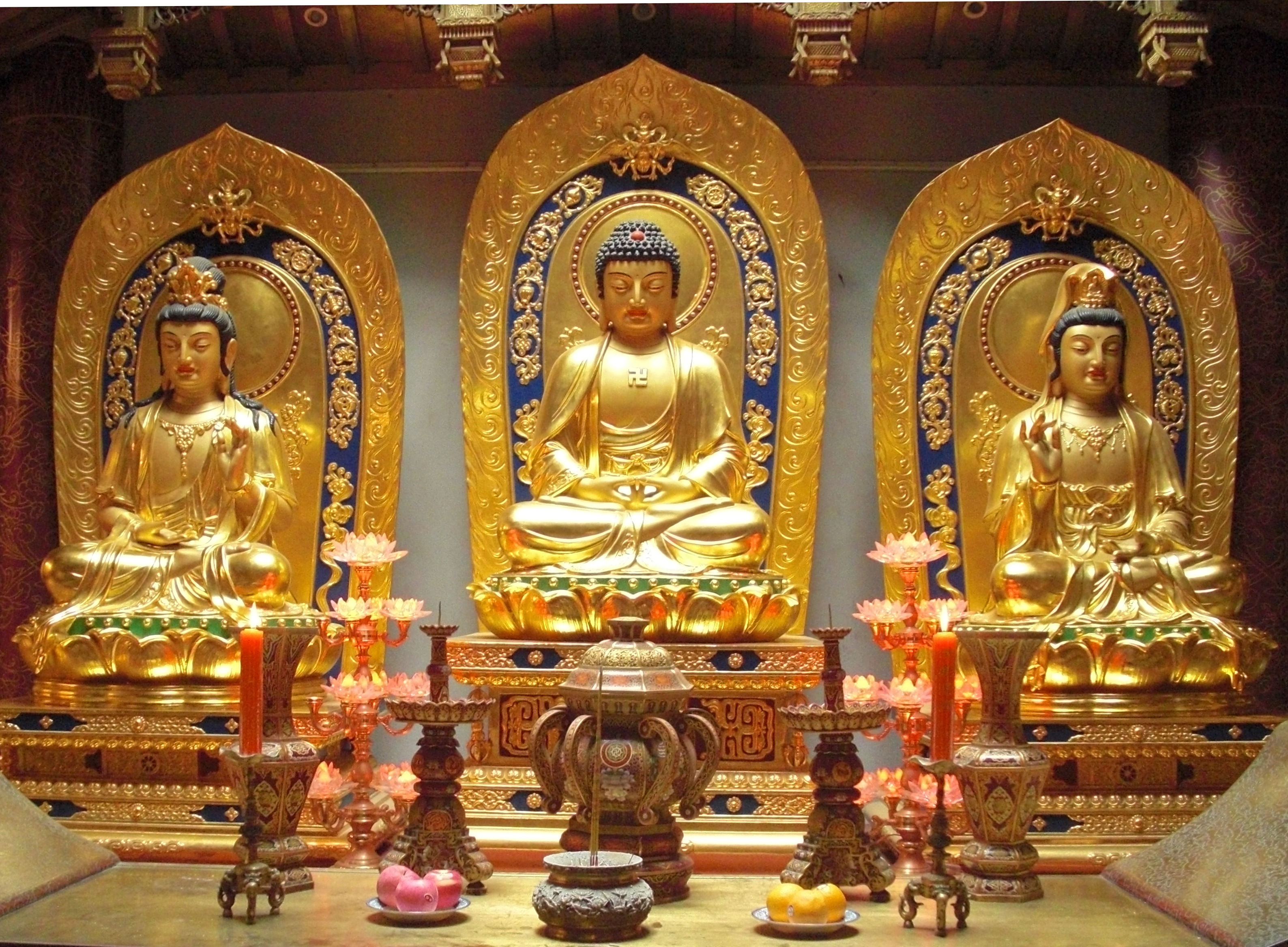
Amitábha Buddha és segítői: Avalókitésvara (jobbra) és Mahászthámaprápta (balra) bodhiszattvák.

A Tiszta Föld buddhizmus (kínai: 淨土宗, pinjin: Jìngtǔzōng; japán: 浄土仏教, dzsódo bukkjó; koreai: 정토종, csongthodzsong; vietnámi: Tịnh Độ Tông), más néven amidizmus a mahájána buddhizmus ága, a kelet-ázsiai buddhizmus egyik legnépszerűbb hagyománya, amely Amitábha Buddha kultuszára épül.
A Tiszta Föld gyakorlatai és koncepciói szerepelnek a mahájána buddhista kozmológiában. Ezek fontos mahájána hagyományok Kínában, Japánban, Koreában, Vietnámban és Tibetben. A „Tiszta Föld buddhizmus” a Tiszta Föld mahájána szoteriológiájára („Tiszta Föld hagyományok” és „Tiszta Föld tanítások”) és a japánban kifejlődött különálló Tiszta föld irányzatra is vonatkozhat. A japán buddhizmusban a Tiszta Föld tanítások független szervezeti szektákká alakultak, mint például a dzsódo vagy a dzsódo sin iskola.

## Története

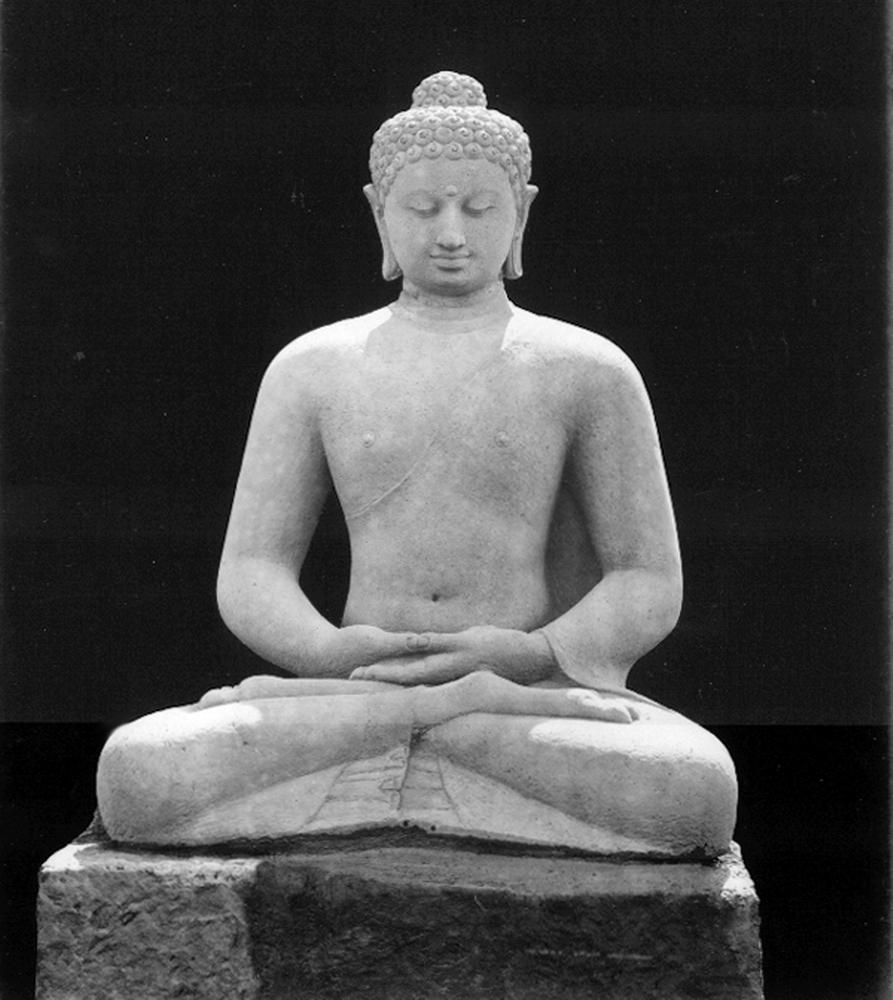
Meditáló Amitábha Buddha-szobor. Borobudur, Jáva, Indonézia.

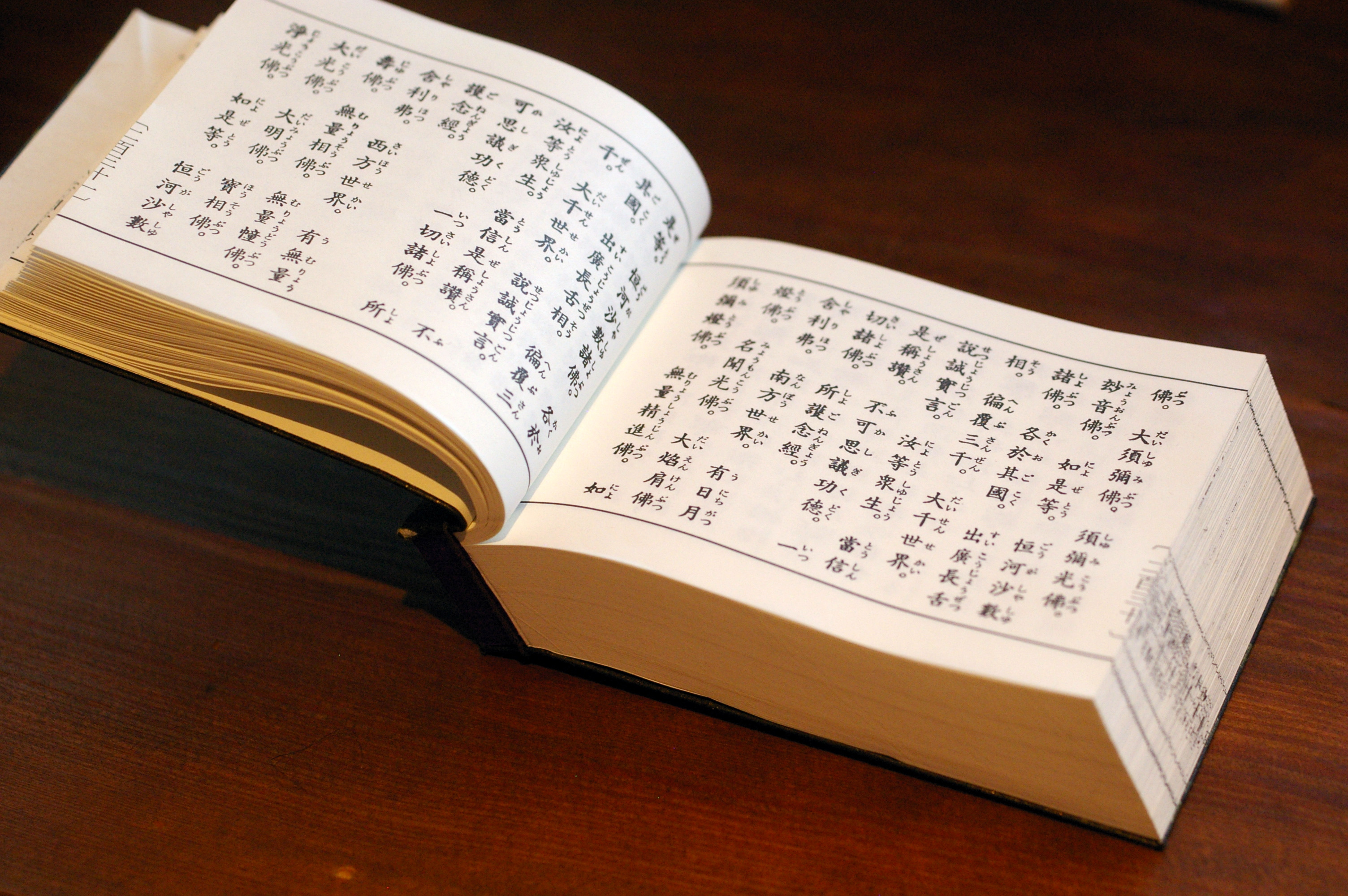
A Szukhávatívjúha-szútra hagyományos kínai lapozású könyve (japán nyelvű magyarázatokkal).

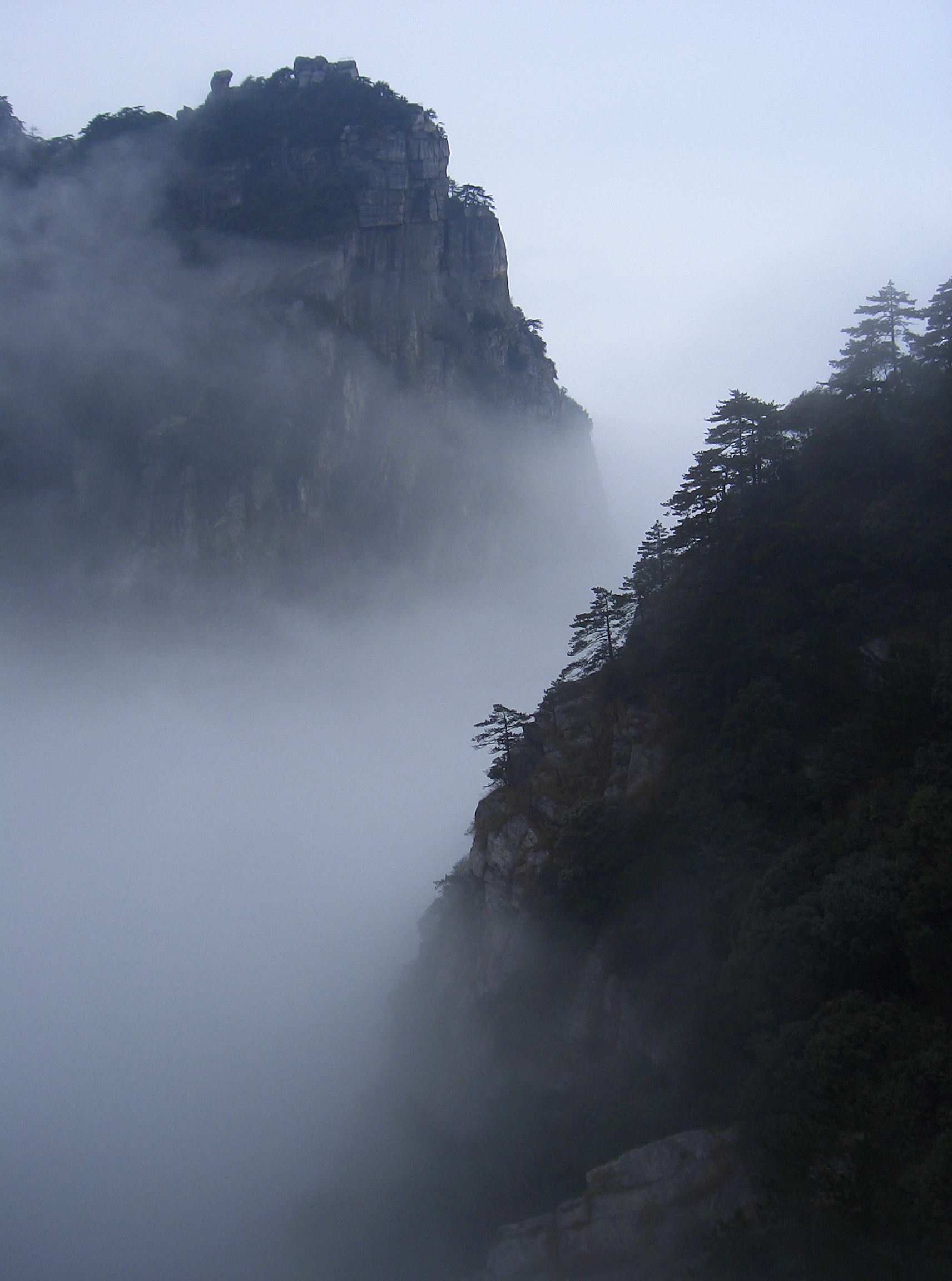
A Lu-hegy, a kínai Tiszta Föld hagyomány alapításának helyszíne.

### India
A Tiszta Föld tanítások legelőször Indiában fejlődtek ki, amelyek azután népszerűvé váltak Kasmírban és Közép-Ázsiában. A Tiszta Föld szútrák Gandhára területéről kerültek Kínába az i.sz. 147-ben. Ekkor kezdett Lókakséma, kusán szerzetes, buddhista szútrákat kínai nyelvre fordítani. A legelső ilyen fordítások arról tanúskodnak, hogy azok gandhári nyelvről lettek fordítva, amely egy szanszkrittal rokon prakrit nyelv volt. Ezekben szerepelnek kusán-kori, Gandhárában készült Amitábha Buddha képek, Avalókitésvara és Mahászthámaprápta bodhiszattvák társaságában.
India buddhista hagyományaiban a Tiszta Föld tanokat és gyakorlatokat a mahájána tanítások elismert alakjai terjesztették, olyanok mint Nágárdzsuna vagy Vaszubandhu. Bár a Tiszta Föld hagyomány hívei tisztelik és üdvözítik Amitábha Buddhát, ez mégis különbözött attól, ahogyan a hindu isteneket üdvözítették. A Tiszta Föld gyakorlatok a bodhiszattva buddhista ideáljában gyökereznek.
A legfőbb Tiszta Föld szútrák a Rövidebb Szukhávatívjúha-szútra, a Hosszabb Szukhávatívjúha-szútra és az Amitájurdhjána-szútra. A rövidebb szútra másik neve Amitábha-szútra, a hosszabbé pedig Végtelen élet szútra. Ezek a szútrák Amitábha Buddháról és az ő boldog Tiszta Földjéről, Szukhávatí. Szintén ehhez a hagyományhoz kapcsolódik a Pratjutpanna Szamádhi-szútra, amely az Amithábha Buddha nevét kántáló meditáció gyakorlatának egy korai leírása. Ezeken felül több más mahájána szövegben is szerepel Amitábha Buddha. A 20. századi Taisó Tripitaka szöveggyűjteményben 290 ilyen művet számoltak össze.
A Pratjutpanna Szamádhi-szútra nem sorolja fel az Amitábha fogadalmakat és nem is jellemzi a Szukhávatí birodalmat. Ez inkább egy rövid leírás arról, miképp kell ismételgetni Amitábha Buddha nevét és ezáltal a meditáció által hogyan lehet belépni birodalmába.

### Kína
A Tiszta Föld tanítások akkor váltak népszerűvé, amikor Huijüan (kínai: 慧遠) 402-ben megalapította a Lu-hegynél (kínai: 廬山) található Tunglin templomot. Ifjúként Huijüan taoizmust gyakorolt, de úgy érezte, hogy a halhatatlanságról szóló elméletek nem megbízhatóak és nem fedik a legvégső igazságot. Ezért a buddhizmus felé fordult és belépett szerzetesnek. Miután a Lu-hegyen kolostort alapított, ismert tudósokat hívott, hogy ott gyakorolják a buddhizmust. Ekkor jött létre a Fehér Lótusz Társaság (kínai: 白蓮社). A szútrák közül mérvadónak a Rövidebb Szukhávatívjúha-szútrát és a Hosszabb Szukhávatívjúha-szútrát választották, valamint pártolták az Amitábha Buddha nevét kántáló meditációt, hogy a Szukhávatí birodalomban születhessenek újra. A Tiszta Föld hagyományban az egyik legszentebb vallási helyszínnek tekintik a Lu-hegyet, amely az első Tiszta Föld gyülekezet helyszíne.
A Tiszta Föld tanítások és meditációs módszerek gyorsan elterjedtek Kína szerte, amelyeket kiemelkedő szerzetes tudósok foglaltak rendszerbe (például: Tan-luan, Tao-cso, San-tao). A kínai Tiszta Föld hagyomány legfőbb tanítása az Amitábha Buddha nevének kántálása során fellépő Buddha tudatosságra (szanszkrit: buddhánuszmrti) való összpontosítás, amellyel elérhető az újjászületés a Szukhávatí birodalomban.
Később a Tiszta Föld tanok elérték Japánt is és jelentős népszerűségre tettek szert. Gensin (942-1017) elfogadtatta Fudzsivara no Micsinaga (966-1028) politikussal a Tiszta Föld tanításokat. Hónen (1133–1212) megalapította Japán független Tiszta Föld szektáját, amely dzsódo néven vált ismertté.

## A Tiszta Föld birodalom
A kortárs Tiszta Föld hagyományokban Amitábha saját buddha-mezejében (szanszkrit: buddhakṣetra) vagy "tiszta földjén" (kínai: 净土, jìngtǔ) terjeszti a dharmát. Ebben a birodalomban kis időre karmikus nyugalomba lehet kerülni. Szukhávatí a Hosszabb Szukhávatívjúha-szútrában úgy szerepel, mint egy szépséges föld, amely minden más birodalmat felülmúl és amelyet istenek, emberek, virágok, gyümölcsök, kívánság teljesítő fák népesítenek be. A hagyomány szerint a Tiszta Föld birodalmába való belépés megegyezik a megvilágosodással, amely után Amitábha Buddha és számos bodhiszattva nyújt további tanításokat a legvégső megvilágosodásig. Ezután eldönthető, hogy valaki bodhiszattvaként visszatér a hat birodalom bármelyikébe és bármelyik korba, hogy segítsék a szamszárában keringő érző lényeket, vagy tovább marad ott és eléri a buddhaságot.
A mahájána buddhizmusban sok buddha létezik és mindegyiknek van egy tiszta földje. Amitábha tiszta földjét nevezik Szukhávatí-nak, amely nyugati irányban van. De például Aksobhja tiszta földje Abhirati keletre van. A keleti Tiszta Föld buddhizmus kevésbé népszerű, mint a nyugati, jóllehet a japán singon szekta elismeri mindkettőt. Különböző tiszta föld hagyományok léteznek, amelyek közül a legnépszerűbb az Amitábha Buddhához köthető Tiszta Föld.

## Meditáció
Charles Luk, egykori neves angol-kínai fordító, három olyan meditációs gyakorlatot különböztetett meg, amelyet széles körben használtak a Tiszta Föld buddhizmusban.

### Amitábha Buddha tudatosság
Amitábha Buddha nevének ismételgetése a Buddha tudatosság (szanszkrit: buddhānusmṛti) egyik hagyományos formája. Kínai fordítása, a nianfo, népszerű kifejezéssé vált a nyugati Tiszta Föld buddhista körökben is. A gyakorlat abból áll, hogy a gyakorlók Buddha nevének ismételgetésével megjelenítik tudatukban a Buddhát, majd figyelmüket csak rá összpontosítják (lásd: szamádhi). Az ismételgetés hang nélkül, vagy kántálással szokott történni, miközben buddhista imafüzér segítségével számolják is ezeket a mantrákat. A gyakorlók gyakran tesznek fogadalmat bizonyos számú napi mantra kántálására. A hagyományok szerint a második Tiszta Föld iskola pátriárkája, Sandao, ezt gyakorolta éjt nappallá téve és állítólag fényt bocsátott ki a száján keresztül. Emiatt a Tang-dinasztia császára, Kao Cung (kínai: 高宗) elnevezte a „fény nagy mesterének” (光明大師).
A kínai buddhizmusban is van egy hasonló gyakorlat, a „csan és a Tiszta Föld művelésének kettős ösvénye”, vagy más néven „az üresség és a létezés kettős ösvénye”. Nan Huai-Csin 20. századi buddhista tanító szerint a kántálást lassan kell végezni és minden egyes kiejtés után ki kell üríteni a tudatot. Amikor elkalandoznak a gondolatok, akkor az újabb sor kántálás visszahozza azokat a szigorú összpontosításba. Folyamatos gyakorlással a tudat képes megmaradni a békés ürességben, amellyel elérhető a szamádhi.

### Tiszta Föld újjászületés dháraní

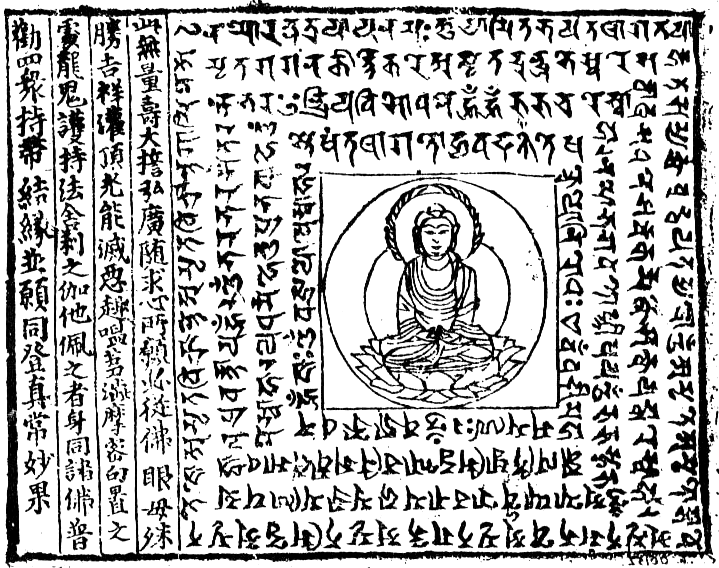
Szanszkrit nyelvű Amitábha Buddha dháraní - Mokao-barlangok, Dunhuang, Kína

A Tiszta Föld újjászületés dháraní ismételgetése is a Tiszta Föld buddhizmus egyik módszere, amely hasonlít az Amitábha Buddha nevének kántálásához. Ennek a dháranínek a használata állítólag nagyon népszerű a hagyományos kínai buddhizmusban. Úgy tartják erről szanszkrit nyelven fennmaradt dháraní-ról, hogy amint a gyakorló sikeresen eléri a kántálással az egyhegyű összpontosítást, akkor megérti annak igaz és mély jelentését.
namo amitábhája tathágatája tadjathá
amrtabhave amrtaszambhave
amrtavikránte amrtavikrántagámini
gagana kírtícsare szváhá
A kínaiak ezt a szanszkrit szöveget lefordították kínai nyelvre: "Mantra a Tiszta Földön való újjászületéshez" (生淨土咒 seng csingtu cou) - de többféle fordítást is használnak.

### Vizualizációs módszer
A Tiszta Föld buddhizmusban szintén alkalmazzák a meditációs elmélyülést és Amitábha Buddha, az őt körülvevő bodhiszattvák és a Tiszta Föld vizualizációját. Ehhez szolgáltat alapot az Amitájurdhjána-szútra ("Amitábha meditáció szútra"), amelyben Gautama Buddha meséli el Vaidehi királynőnek a progresszív vizualizációs módszer tizenhárom gyakorlatát, amelyek a Tiszta Földön való újjászületéshez vezető különböző szintjeknek felelnek meg. Az első a Szukhávatí birodalomban a lenyugvó nap képe. Ezt további vizualizációk követnek, amelyek legvégén történik Amitábha Buddha és a bodhiszattvák képének vizualizációja. Inagaki Hiszao szerint ezt a progresszív módszert használták régen is a szamádhi tudatszint kifejlesztéséhez. A vizualizációnak ez a fajtája szintén népszerű a japán singon iskolában, illetve más ezoterikus buddhista irányzatban egyaránt.

## Eljutni a Tiszta Földre

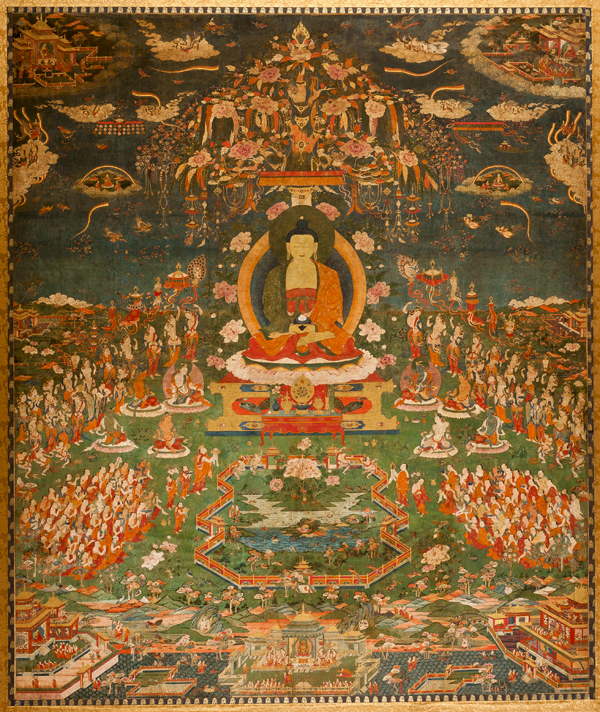
A tibeti festmény Amitábha Buddhát ábrázolja a Szukhávatí birodalomban.

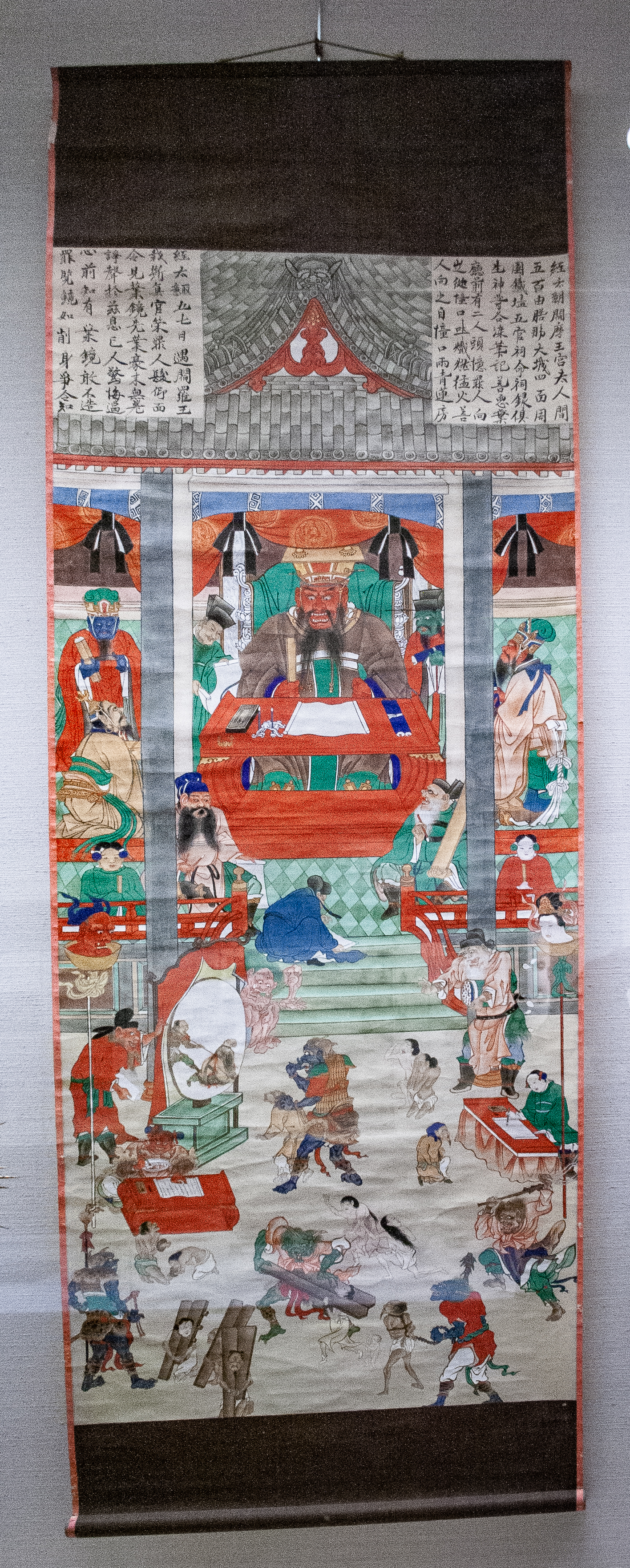
Enma király a pokolban ítéletet oszt. Japán Tiszta Föld buddhizmus

A gyakorlók azt állítják, hogy akadnak bizonyítékok arra, hogy haldokló emberek haláluk után eljutnak a Tiszta Földre:
- A halál időpontjának előzetes ismerete (預知時至)
- A "három Nyugati szent" (西方三聖): Amitábha Buddha és két bodhiszattva - jobbján Avalókitésvara és bal oldalán Mahászthámaprápta - jelenik meg a haldokló előtt. Más buddhákat és bodhiszattvákat rossz szellemeknek tekintik, akik álcázták magukat és próbálják megakadályozni, hogy a haldokló a Tiszta Földre kerüljön.[26]
- Egykor élt gyakorló Tiszta Föld buddhisták hátrahagytak ereklyéket (sarírá) hamvasztásuk után.

A holttest legutoljára kihűlő testrésze a fej búb (poszterior fontanelle). A buddhista tanításokban az a tudat, amely a Tiszta Földre távozik, a fejtetőn át hagyja el a testet. Emiatt marad tovább meleg ez a testrész.

## További olvasmányok
- Hisao Inagaki, Harold Stewart (ford.): The Three Pure Land Sutras, Berkeley: Numata Center for Buddhist Translation and Research 2003. ISBN 1-886439-18-4 PDF
- Müller, F. Max (ford.) Buddhista mahájána szövegek, 2 kötet: The larger Sukhâvatî-vyûha, the smaller Sukhâvatî-vyûha, the Vagrakkedikâ, the larger Pragñâ-pâramitâ-hridaya-sûtra, the smaller Pragñâ-pâramitâ-hridaya-sûtra. The Amitâyur dhyâna-sûtra, fordította: J. Takakusu. Oxford, Clarendon Press 1894. Pure Land Sutras
- Shi Wuling: In one Lifetime: Pure Land Buddhism, Amitabha Publications, Chicago 2006. ISBN 9781599753577
- Halkias, Georgios: Luminous Bliss: A Religious History of Pure Land Literature in Tibet, with an annotated English translation and critical edition of the Orgyan-gling Gold manuscript of the short Sukhāvatīvyūha-sūtra. Hawaii: University of Hawai‘i Press 2013.
- Shinko Mochizuki, Leo M. Pruden, ford. (1999). Pure Land Buddhism in China: A Doctrinal History, Chapter 1: A General Survey. In: Pacific World Journal, 3. sorozat, 1, 91-103. Archív: original
- Shinko Mochizuki, Leo M. Pruden, ford. (2001). Pure Land Buddhism in China: A Doctrinal History, 2. fejezet: The Earliest Period; 3. fejezet: Hui-yuan of Mt.Lu; és 4. fejezet: The Translation of Texts-Spurious Scriptures. In: Pacific World Journal, 3. sorozat, 3, 241-275. Archív: original
- Shinko Mochizuki, Leo M. Pruden, Trans. (2002). Pure Land Buddhism in China: A Doctrinal History, Chapter Five: The Early Pure Land Faith: Southern China, and Chapter Six: The Early Pure Land Faith: Northern China. In: Pacific World Journal, 3. sorozat, 4, 259-279. Archív: original
- Shinko Mochizuki, Leo M. Pruden, Trans. (2000). Pure Land Buddhism in China: A Doctrinal History, Chapter 7: T'an-luan. In: Pacific World Journal, 3. sorozat, 2., 149-165. Archív: eredeti
- Kenneth Tanaka (1989). Bibliography of English-language Works on Pure land Buddhism: Primarily 1983-1989, Pacific World Journal, Új sorozat, 5, 85-99. PDF